# Сальков Василь Кузьмич
Василь Кузьмич Сальков (рос. Василий Кузьмич Сальков нар. 17 лютого 1940, УРСР) — радянський український футболіст та тренер, півзахисник та нападник.

## Кар'єра гравця
У 1959 році розпочав кар'єру в клубі «Шахтар» (Шахти). У 1960 році був запрошений до клубу «Трудові Резерви» (Луганськ). Влітку 1960 року перейшов до ФК «Шахтар» (Кадіївка). Потім виступав у клубах «Торпедо» (Армавір) та СКА (Ростов-на-Дону). У 1963 року повернувся до луганського клубу, але через пів року залишив команду й перейшов до «Хімік» (Сєвєродонецька). Потім захищав кольори «Терека» (Грозний). У 1968 році став гравцем полтавського «Сільбуда», який потім змінив назву на «Будівельник». У 1971 році перейшов до «Динамо-Берестя», в складі якого 1972 року завершив кар'єру.

## Кар'єра тренера
По завершенні ігрової кар'єри розпочав тренерську діяльність. З травня до завершення 1976 року тренував полтавський «Колос». У 1977 та 1980—1981 роках працював на посаді технічного директора клубу «Динамо-Берестя».